# Młynki (Huta)
Młynki – część wsi Huta w Polsce, położona w województwie pomorskim, w powiecie chojnickim, w gminie Brusy. Wchodzą w skład sołectwa Huta.
W latach 1975–1998 Młynki administracyjnie należały do województwa bydgoskiego.